# Festivalul Internațional de Film de la Cannes din 1973
Festivalul Internațional de Film de la Cannes a avut loc între 10 mai și 25 mai 1973.

## Filme prezentate
| Titlu                                          | Regizor               | Țara producătoare    | Actori (selectați)                                    |
| Un Amleto di meno                              | Carmelo Bene          | Italia               |                                                       |
| Anna und die Wölfe                             | Carlos Saura          | Spania               | Geraldine Chaplin, Fernando Fernán Gómez              |
| Asphalt-Blüten*                                | Jerry Schatzberg      | USA                  | Gene Hackman, Al Pacino                               |
| Belle                                          | André Delvaux         | Belgia, Franța       | Jean-Luc Bideau                                       |
| Botschaft für Lady Franklin*                   | Alan Bridges          | Marea Britanie       | Sarah Miles, Robert Shaw                              |
| Die Einladung                                  | Claude Goretta        | Elveția, Franța      | Jean-Luc Bideau, François Simon                       |
| Der Erfolgreiche                               | Lindsay Anderson      | Marea Britanie, USA  | Malcolm McDowell, Ralph Richardson, Rachel Roberts    |
| Far West                                       | Jacques Brel          | Franța, Belgia       | Jacques Brel                                          |
| Godspell - Folgt dem Herrn!                    | David Greene          | USA                  | Victor Garber                                         |
| Das große Fressen                              | Marco Ferreri         | Franța, Italia       | Marcello Mastroianni, Michel Piccoli, Philippe Noiret |
| Harley Davidson 344                            | James William Guercio | USA                  | Robert Blake                                          |
| Jeremy                                         | Arthur Barron         | USA                  | Robby Benson, Glynnis O'Connor                        |
| Liebe und Anarchie                             | Lina Wertmüller       | Italia               | Giancarlo Giannini                                    |
| Die Mama und die Hure                          | Jean Eustache         | Franța               | Bernadette Lafont, Jean-Pierre Léaud                  |
| Monolog                                        | Ilja Awerbach         | URSS                 |                                                       |
| La otra imagen                                 | Antoni Ribas          | Spania               | Francisco Rabal                                       |
| Petöfi '73                                     | Ferenc Kardos         | Ungaria              |                                                       |
| Der phantastische Planet                       | René Laloux           | Cehoslovacia, Franța | film anime                                            |
| A Promessa                                     | António de Macedo     | Portugalia           |                                                       |
| Das Sanatorium zur Todesanzeige                | Wojciech Has          | Polonia              | Jan Nowicki                                           |
| Tod eines Holzfällers                          | Gilles Carle          | Canada               | Carole Laure                                          |
| Vogliamo i colonnelli                          | Mario Monicelli       | Italia               | Ugo Tognazzi                                          |
| Die weiße Mafia                                | Luigi Zampa           | Italia               | Senta Berger                                          |
| Die Wirkung von Gammastrahlen auf Ringelblumen | Paul Newman           | USA                  | Joanne Woodward                                       |

* = Grand Prix